# Parc de la Victoire (Saint-Pétersbourg)
Pour les articles homonymes, voir Parc de la Victoire.
Le parc de la Victoire (en russe : Московский парк Победы ou Parc de la Victoire Moskovsky) est un parc situé dans le District de Moskovsky au sud de Saint-Pétersbourg. 

## Descriptif
Le parc de la Victoire est délimitée par les avenues Kuznetsovskaya, Moskovsky, Youri Gagarine et Basseynaya. Il s'étend sur 0,68 km².
Le parc a été créé après la Seconde Guerre mondiale sur l'ancien site d'une briqueterie qui fut utilisé comme four crématoire pour brûler plusieurs milliers de corps lors du siège de Léningrad. Il fut inauguré le 7 juillet 1946 et reçut son nom en l'honneur de la victoire soviétique de 1945 sur le Troisième Reich.
Une allée principale appelée "Allée des Héros" présente des bustes de héros soviétiques, d'où le nom. Parmi les statues dans le parc, celle dédié au maréchal soviétique Gueorgui Joukov ainsi que des statues de héros de guerre, telles que celles de Zoïa Kosmodemianskaïa et d'Alexandre Matrosov. La statue d'une militante communiste française, Raymonde Dien, s'élève également dans le parc de la Victoire.
Dans les années 1990, une chapelle orthodoxe et une plaque commémorative ont été érigées sur l'ancien site de l'usine de briqueterie en mémoire du four crématoire.

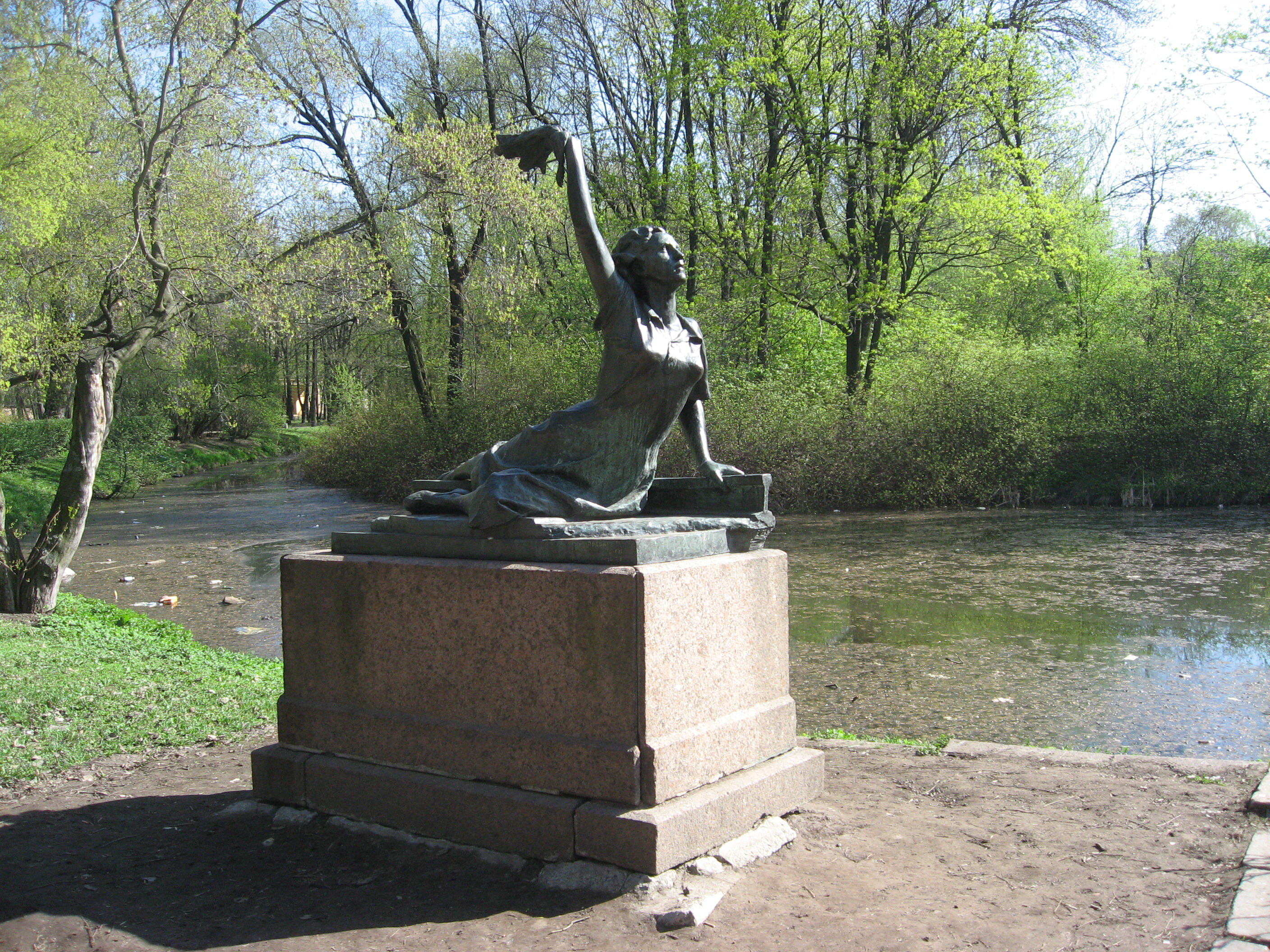
Statue en l'honneur de la militante communiste française Raymonde Dien.
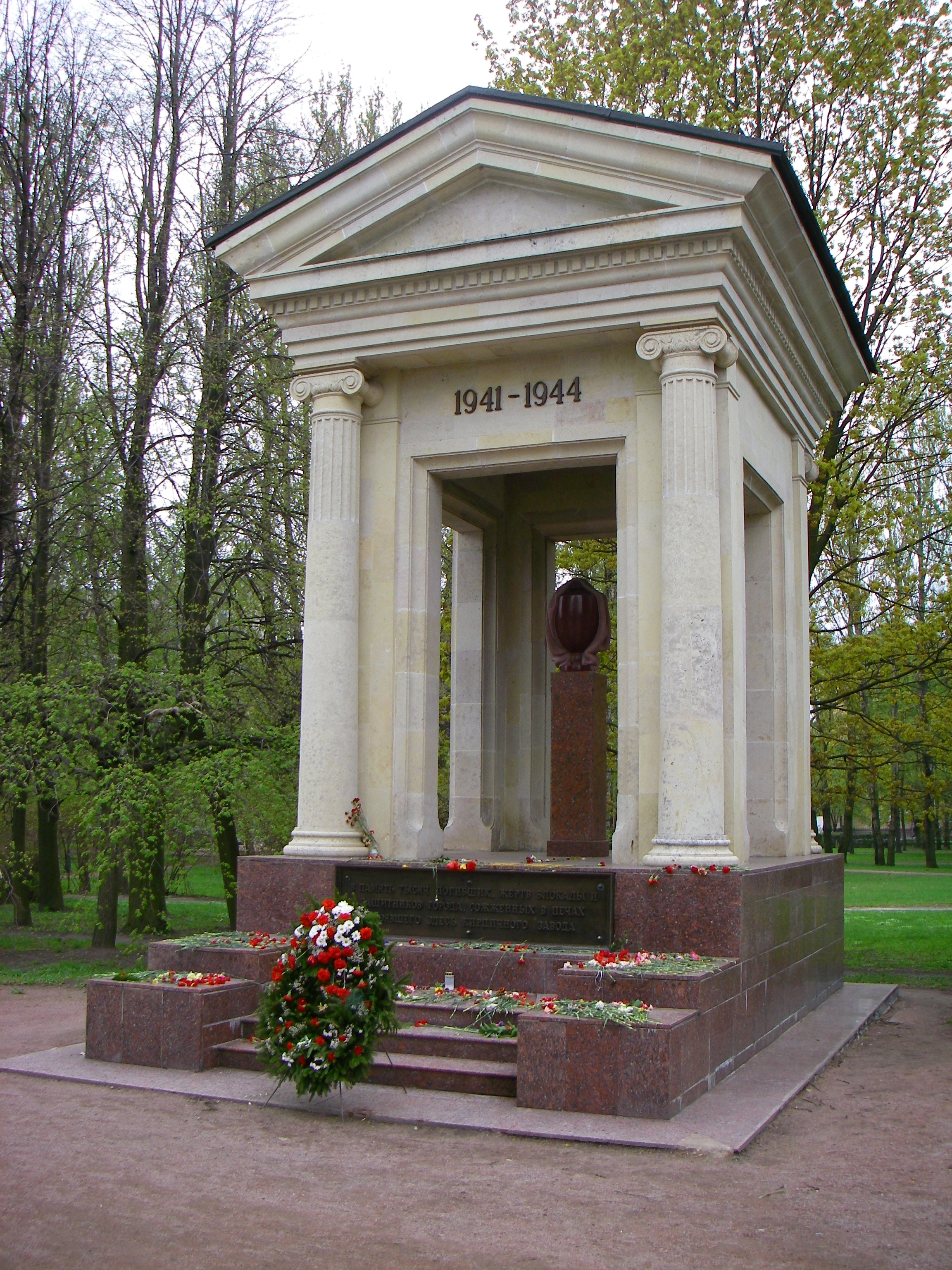
Mémorial en souvenir de la Seconde Guerre mondiale.